# Partit Accessibilitat Sense Exclusió
El Partit Accessibilitat Sense Exclusió és un partit polític de Costa Rica, d'ideologia conservadora i fonamentat per lluitar pels drets de les persones amb discapacitat encara que conservador en altres temes i oposat als drets per a persones homosexuals, fertilització in vitro i estat laic. En els seus inicis es va establir com a partit provincial a la capital San José.

## Història
Es va fundar a mitjans del 2004, mitjançant una consulta a persones amb discapacitat i adults majors, a escala provincial, a San José. Va ser inscrit davant el Tribunal Suprem d'Eleccions de Costa Rica el 21 d'agost del 2005.
En les eleccions del diumenge 5 de febrer de 2006, van obtenir un diputat, el polèmic Óscar López Arias. La PASSADA va ser dels partits que es van oposar al Tractat de Lliure Comerç amb EUA.

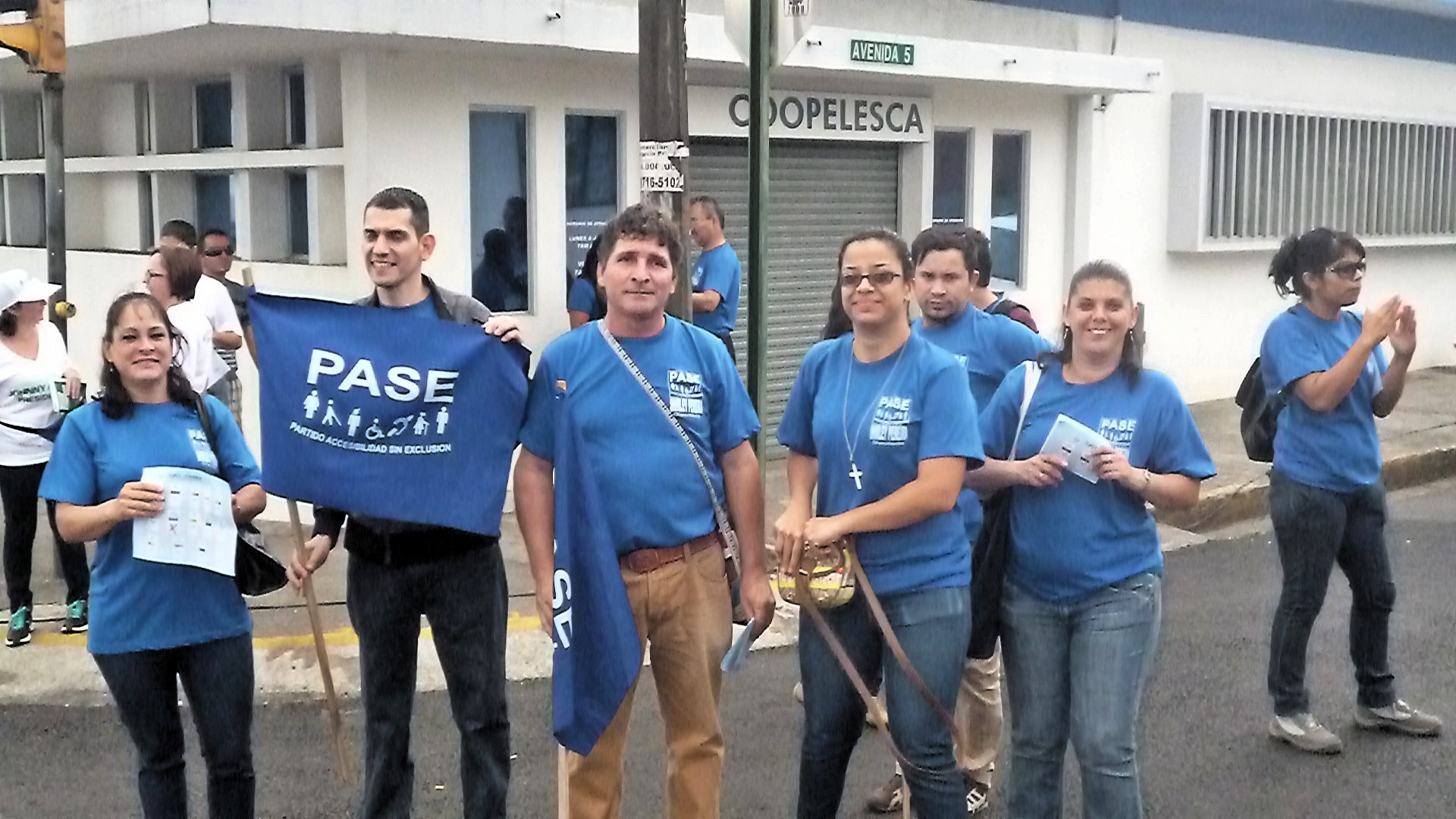
Simpantizantes de partit durant les eleccions de 2014.

L'any 2008, assumint una posició paradoxal per a un partit que en nom advoca per promoure la igualtat, el diputat Oscar López Arias es pronuncià en contra a un projecte de llei destinat a estendre reconeixement civil a les parelles homosexuals de Costa Rica.
En el 2009 el partit va aconseguir inscriure's a escala nacional postulant com a candidat presidencial a Oscar López, sent el primer no vident a Llatinoamèrica a ser candidat presidencial d'un país obtenint al voltant del 1% dels vots presidencials, però quatre diputats en l'Assemblea Legislativa de Costa Rica. López va anar posteriorment candidat a alcalde de San José, quedant de tercer després dels candidats Johnny Araya Monge del Partit Alliberament Nacional i Gloria Valerín Rodríguez del Partit Acció Ciutadana.
El Tribunal Suprem d'Eleccions (TSE) investiga si van ser ficticis els lloguers de vehicles que la PASSADA va cobrar a l'erari, per ¢312 milions, dins del deute polític corresponent a les eleccions del 2010.
El partit recentment ha manifestat postures homofóbicas i anti-fertilització in vitro. El diputat del Front Ampli, José María Villalta va assegurar que el partit va rebre finançament en campanya d'Óscar Arias. Va formar part de l'Aliança per Costa Rica, coalició parlamentària opositora, però després es va decantar pel oficialismo en el que va ser qualificat pels altres partits com una traïció. Poc després un dels seus diputats, José Joaquín Porras, va desertar i es declara independent.
En 2013, va reelegir a Óscar López com el seu president per quatre anys més i com a candidat presidencial. La fracció legislativa de la PASSADA va donar el seu suport a la candidatura presidencial de Johnny Araya Monge, el candidat del llavors oficialista Partit Alliberament Nacional.
En el període legislatiu 2014-2018 s'uneix al denomiando «Bloc cristià» de partits polítics de l'Assemblea, constituït per cinc diputats de partits conservadors. En les eleccions municipals de 2016 el partit obté dos alcaldes, igual que en les anteriors, retenint l'alcaldia de Libèria, província de Guanacaste i de Paradís de Cartago.

## Diputats
- Óscar Andrés López Arias